# گوگل تی‌وی
گوگل تی‌وی (به انگلیسی: Google TV) یک سرویس ویدیوی آنلاین درخواستی است که توسط گوگل اداره می شود. این سرویس بسته به در دسترس بودن، فیلم ها و نمایش های تلویزیونی را برای خرید یا اجاره ارائه می دهد. این سرویس در ابتدا در مه ۲۰۱۱ به عنوان فیلم های گوگل (به انگلیسی: Google Movies) راه اندازی شد و بعداً به دلیل ادغام در سرویس گوگل پلی٬ در سال ۲۰۱۲ به فیلم ها و تلویزیون های گوگل پلی (به انگلیسی: Google Play Movies & TV) تغییر نام یافت.

## امکانات
گوگل ادعا می کند که بیشتر مطالب با وضوح بالا در دسترس هستند و گزینه ویدیویی 4K Ultra HD از دسامبر ۲۰۱۶ برای عناوین برگزیده ارائه شد. محتوای درون برنامه را می توان از را می توان از وب سایت گوگل پلی ، از طریق برنامه افزودنی برای مرورگر وب گوگل کروم یا از طریق برنامه تلفن همراه در دستگاه های اندروید و آی او اس مشاهده کرد.البته بارگیری آفلاین از طریق برنامه تلفن همراه و در دستگاه ها هم پشتیبانی می شود.
در سپتامبر ۲۰۲۰ ، برنامه اندروید برای فیلمها و تلویزیونهای گوگل پلی به گوگل تی وی در ایالات متحده آمریکا تغییر نام داد  و جمع آوری محتوا را در سرویس های پخش جریانی اضافه کرد. نام تجاری جدید همزمان با اولین رابط کاربری با نام یکسان برای سیستم عامل اندروید تی وی در کروم کست پخش کننده رسانه گوگل تی وی صورت گرفت. رابط کاربری گوگل تی وی کاملاً با سرویس ویدئویی گوگل تی وی سازگار است.

## در دسترس بودن جغرافیایی

در دسترس بودن جغرافیایی فیلم ها در گوگل پلی

در دسترس بودن جغرافیایی نمایش های تلویزیونی در گوگل پلی

فیلم های گوگل پلی در بیش از ۱۱۱ کشور جهان در دسترس هستند.
لیست کامل کشورها شامل: آلبانی، آنگولا، آنتیگوا و باربودا، آرژانتین، ارمنستان، آروبا، استرالیا، اتریش، آذربایجان، بحرین، بلاروس، بلژیک، بلیز، بنین، بولیوی، بوسنی و هرزگوین، بوتسوانا، برزیل، بورکینافاسو، کامبوج، کانادا، کیپ ورد، شیلی، کلمبیا، کاستاریکا، کرواسی، قبرس، جمهوری چک، دانمارک، جمهوری دومنیکن، اکوادور، مصر، السالوادور، استونی، فنلاند، فیجی، فرانسه، گابن، آلمان، یونان، گواتمالا، هائیتی، هندوراس، هنگ کنگ، مجارستان، ایسلند، هند، اندونزی، ایرلند، ایتالیا، ساحل عاج، جامائیکا، ژاپن، اردن، قزاقستان، قرقیزستان، کویت، جمهوری دموکراتیک خلق لائو٬ لتونی، لبنان، لیتوانی، لوکزامبورگ، مقدونیه، مالزی، مالی، مالت، موریس، مکزیک، مولداوی، نامیبیا، هلند، نپال، نیوزیلند، نیکاراگوئه، نیجر، نروژ، عمان، پاناما، پاپوآ گینه نو، پاراگوئه، پرو، فیلیپین، لهستان، پرتغال، قطر، رواندا، روسیه، عربستان سعودی، سنگال، سنگاپور، اسلواکی، اسلوونی، آفریقای جنوبی، کره جنوبی، سریلانکا، سوئد، سوئیس، تایوان، تاجیکستان، تانزانیا، تایلند، توگو، ترینیداد و توباگو، ترکیه، ترکمنستان، اوگاندا، اوکراین، امارات متحده عربی، انگلستان، ایالات متحده، اروگوئه، ازبکستان، ونزوئلا، ویتنام، زامبیا و زیمبابوه.
نمایش های تلویزیونی در گوگل پلی فقط در: استرالیا، اتریش، کانادا، فرانسه، آلمان، ژاپن، سوئیس، انگلستان و ایالات متحده موجود است.